# Long Is the Road (Américain)
Singles de Jean-Jacques Goldman
Encore un matin
(1984) Je marche seul/Elle attend
(1985)
Pistes de Positif
Encore un matin (7) Ton autre chemin (9)
Long Is the Road (Américain) est une chanson de Jean-Jacques Goldman sortie en novembre 1984. Il s'agit du troisième et dernier single extrait de l'album Positif. C'est le premier tube de Jean-Jacques Goldman à se classer dans le tout récent Top 50, où il atteint la sixième place. Il s'écoule à plus de 400 000 exemplaires.

## Paroles et musique
Les paroles, principalement en français, comportent aussi des mots anglais que l'on peut entendre dans la chanson.
La chanson commence avec une introduction chantée plusieurs fois en "dam dam dam dam" par Jean-Jacques Goldman. Elle parle du rêve américain en particulier. Alors que le premier couplet parle de l'authentique Eldorado, le deuxième couplet se réfère à la déception à l'égard des inégalités sociales et de la difficulté de devenir riche aux États-Unis.
Les refrains, eux, sont très différents des couplets : très enjoués, ils sont construits de la même manière que les negro spirituals. Ce gospel est « persévérant, mais de temps en temps terne, ou brillant d'espoir ». Les fonds vocaux se terminent en répétant le mot « A-méricain » chanté plusieurs fois après un solo de saxophone interprété par John Helliwell, le saxophoniste de Supertramp.
Une allusion à la chanson Ain't got no, i got life de Nina Simone apparaît après le 2e refrain.
Long Is the Road (Américain) a été joué dans beaucoup des tournées de Goldman et a par ailleurs été inclus dans les albums live En public et Traces, et dans les compilations L'Intégrale 81/91 et Singulier.

## Reprises
- 1990 : Jean-Félix Lalanne
- 2000 : Les Fous Chantants dans l'album 1 000 choristes rendent hommage à Jean-Jacques Goldman
- 2000 : Patrick Fiori et Carole Fredericks le 27 mai 2000 dans l'émission Tapis rouge
- 2007 : Les Enfoirés, chantée par Chimène Badi, dans l'album La Caravane des Enfoirés

## Succès dans les charts
Bien que le chanteur ait déjà fait des tubes comme Il suffira d'un signe, Quand la musique est bonne, Comme toi, Au bout de mes rêves, Envole-moi ou Encore un matin, c'est le premier single de Jean-Jacques Goldman à être classé dans le tout nouveau Top 50 de l'époque, créé en novembre 1984. Il y entre à la 31e place, avant de grimper dans le Top 10 et d'y rester pendant 6 semaines. Sa meilleure place sera le no 6.
Il existe aussi une version en anglais de la chanson, nommée USA (Long Is the Road) avec la version en anglais de Envole-Moi, nommée Love Me Away en face B. Cette version est sortie dans différents pays européens (pressages hollandais, espagnol et portugais).

## Liste des pistes
7" single
1. Long Is the Road (Américain) (version single) - 3:59
2. P'tit blues peinard (inédit) - 4:27

12" maxi
1. Long Is the Road (Américain) (version longue) - 7:27
2. P'tit blues peinard (inédit) - 4:27

## Classements
| Classement (1984–85)          | Meilleure position |
| ----------------------------- | ------------------ |
| Europe (European Top 100)     | 47                 |
| France (SNEP)                 | 6                  |
| France (Radios périphériques) | 1                  |
| France (Radios FM)            | 11                 |

| Classement (1984) | Position |
| ----------------- | -------- |
| France (SNEP)     | 37       |